# Brentwood Bay
Brentwood Bay es una localidad canadiense ubicada en la Columbia Británica, perteneciente al municipio de Central Saanich, en el distrito regional de la Capital.

## Historia
Brentwood College School fue un internado fundado en la localidad en 1923. Las casas que nacieron junto al internado recibieron el nombre de Brentwood Bay, Saanich, de modo que el nombre de la localidad procede del antiguo colegio. Por desgracia, la primitiva escuela fue destruida por un incendio en 1947, aunque la capilla permaneció intacta (Brentwood Memorial Chapel Archivado el 14 de mayo de 2009 en Wayback Machine.).